# Утакмице фудбалске репрезентације Мађарске 1926.
| Домаћин · 1926 | Гост · 1926 |

Фудбалска репрезентација Мађарске је током 1926. године одиграла осам утакмица, од којих 5 победа, 1 реми и 2 пораза. Све утакмице одигране у тоу 1926. године су биле пријатељског карактера. Утакмицу против Португалалије је озваничена од стране МЛС тек 2002. године.
Савезни капетани националног тима су били:
- Лајош Мариаши
- Ђула Киш

## Утакмице
| Белгија | 0 : 2 (0 : 0) | Мађарска                              |
| ------- | ------------- | ------------------------------------- |
|         | Извештај      | Иштван Пипа 51’ · Јанош Ремаи III 77’ |

| Мађарска | 0 : 3 (0 : 2) | Аустрија                      |
| -------- | ------------- | ----------------------------- |
|          | Извештај      | Екл 8’ · Ханел 42’ · Кути 55’ |

| Мађарска              | 2 : 1 (1 : 1) | Чехословачка |
| --------------------- | ------------- | ------------ |
| Такач 31’ · Кохут 66’ | Извештај      | Силни 38’    |

| Мађарска                                                     | 4 : 1 (3 : 0) | Пољска        |
| ------------------------------------------------------------ | ------------- | ------------- |
| Јожеф Кауцки 9’ · Хорват 31’ · Фогл II 42’ · Ђула Шенкеи 58’ | Извештај      | Сталински 38’ |

| Аустрија             | 2 : 3 (0 : 1) | Мађарска                              |
| -------------------- | ------------- | ------------------------------------- |
| Весели 55’ · Хес 56’ | Извештај      | Холцбауер 2’ · Јесмаш 62’ · Кохут 83’ |

| Мађарска                         | 3 : 1 (2 : 0) | Шведска        |
| -------------------------------- | ------------- | -------------- |
| Браун 4’ · Опата 30’ · Кохут 67’ | Извештај      | Т. Свенсон 86’ |

| Шпанија                                                 | 4 : 2 (2 : 1) | Мађарска              |
| ------------------------------------------------------- | ------------- | --------------------- |
| Ераскин 12’ 87’ · Гвигура 17’ · Ференц Боршањи 66’ (аг) | Извештај      | Опата 36’ · Браун 84’ |

| Португалија                                                 | 3 : 3 (2 : 0) | Мађарска                     |
| ----------------------------------------------------------- | ------------- | ---------------------------- |
| Жоао Сантос 40’ (пен.) · Северо Тиаго 49’ · Жозе Маринс 60’ | Извештај      | Холцбауер 9’ 74’ · Браун 22’ |

Састав репрезентације Мађарске на 114. утакмици
Лајош Фишер, Деже Грос, Ђула Дудаш, Карољ Фурман, Лајош Буза, Бела Ребро, Лајош Ремаи, Ђерђ Молнар, Ђула Ремаи, Иштван Пипа, Реже Сидон.
- Селектор: Лајош Мариаши[5]

Састав репрезентације Мађарске на 115. утакмици
Имре Ремете, Ласло Пап, Ђула Пап, Бела Ребро  14’, Лајош Буза, Хенрик Надлер, Иштван Тот Потја, Јожеф Такач, Бела Ковач  38’, Илеш Шпиц, Вилмош Кохут
- Замена: Густав Реикс  14’, Јанош Штофиан  38’,
- Селектор: Ђула Киш[6]

Састав репрезентације Мађарске на 116. утакмициЛајош Фишер  66’, Карољ Фогл, Имре Шенкеи, Карољ Фурман  27’, Габор Компоти Клебер  41’, Ференц Боршањи, Јожеф Браун, Јожеф Такач  37’, Михаљ Патаки, Имре Шлосер, Вилмош Кохут
- Замена: Реже Хубер  66’, Габор П. Сабо  27’, Ференц Милер  41’,
- Селектор: Ђула Киш[7]

Састав репрезентације Мађарске на 117. утакмици
Имре Ремете, Карољ Фогл, Јожеф Фогл, Густав Раикс, Јожеф Шандор, Карољ Бобрик, Ђула Шенкеи, Ласло Хорват, Јожеф Кауцки, Карољ Добош, Реже Сидон 
- Селектор: Ђула Киш[8]

Састав репрезентације Мађарске на 118. утакмици
Ференц Вајнхарт, Карољ Фогл, Јожеф Фогл, Ференц Боршањи, Лајош Вебер, Бела Ребро, Јожеф Браун, Иштван Месарош, Јожеф Холцбауер, Леринц Триц  38’, Вилмош Кохут.
- Замена: Јожеф Јесмаш  38’
- Селектор: Ђула Киш[9]

Састав репрезентације Мађарске на 119. утакмици
Ференц Вајнхарт, Карољ Фогл, Јожеф Фогл, Бела Ребро  37’, Габор Компоти Клебер, Габор Обиц, Јожеф Браун, Ђерђ Молнар, Золтан Опата, Имре Шлосер, Вилмош Кохут.
- Замена: Лајош Вебер  37’
- Селектор: Ђула Киш[10]

Састав репрезентације Мађарске на 120. утакмици
Ференц Вајнхарт, Карољ Фогл, Јожеф Фогл, Ференц Боршањи  17’, Мартон Букови, Габор Обиц, Јожеф Браун, Ђерђ Молнар, Јожеф Холцбауер, Золтан Опата, Вилмош Кохут. 
- Замена: Јене Тот  17’
- Селектор: Ђула Киш[11]

Састав репрезентације Мађарске на 121. утакмици
Ференц Вајнхарт, Јанош Нађ, Ђула Манди, Ласло Пешовник, Габор Компоти Клебер, Хенрик Надлер, Јожеф Браун, |Ђерђ Молнар, Јожеф Холцбауер, Ђерђ Орт, Рудолф Јени. 
- Селектор: Ђула Киш[12]

## Играчи репрезентације
| - Јожеф Браун - Ђула Манди - Ђерђ Орт - Рудолф Јени - Карољ Фогл - Нартон Букови - Габор Обиц - Имре Шлосер - Јожеф Такач - Карољ Фурман |